# Jedsted
Jedsted en landsby lige syd for Kongeåen i Sydvestjylland. Byen har sammen med Vilslev, lige nord for Kongeåen, 458 indbyggere  (2024).
|  | Denne artikel om lokaliteten Jedsted kan blive bedre, hvis der indsættes et (bedre) billede. Du kan hjælpe ved at afsøge Wikimedia Commons for et passende billede eller lægge et op på Wikimedia Commons med en af de tilladte licenser og indsætte det i artiklen. |

55°23′32″N 8°43′16″Ø / 55.3923°N 8.721°Ø
1. ↑  Danmarks Statistik: Statistikbanken Tabel BY1: Folketal 1. januar efter byområde, alder og køn